# Erioptera flavata
Erioptera flavata là một loài ruồi trong họ Limoniidae. Chúng phân bố ở miền Cổ bắc.